# یواس‌اس اسکواندو (۱۸۶۵)
یواس‌اس اسکواندو (۱۸۶۵) (به انگلیسی: USS Squando (1865)) یک کشتی بود که طول آن ۲۲۵ فوت (۶۹ متر) بود. این کشتی در سال ۱۸۶۵ ساخته شد.